# Spinnin' Records
Spinnin’ Records est un label indépendant néerlandais qui gère la distribution, la commercialisation et la promotion de musique électronique.

## Généralités
Créé en 1999 à Hilversum par Eelko van Kooten et Roger de Graaf, il est aujourd'hui reconnu comme l'un des leaders internationaux dans ce domaine,. Ce label discographique, qui détient une part importante de la diffusion sur les radios néerlandaises et à l'international, est à l'origine du lancement de producteurs, artistes et disc jockey reconnus de la musique électronique tels que Afrojack, Dimitri Vegas & Like Mike, Sander van Doorn, Nicky Romero, Bingo Players, John Dahlbäck ou Martin Garrix qui l'a quitté depuis. Spinnin' Records est désigné comme la chaîne néerlandaise la plus populaire sur Youtube avec près de 20 000 000 d'abonnés et 12 000 000 000 de vues, et a remporté en 2013 le titre de meilleur label de promotion lors des 29e International Dance Music Awards ainsi que le titre de label de l'année 2013 par le magazine Elektro.
En septembre 2017, le label est acheté par Warner Music,.

## Sous-labels
Le label néerlandais possède 30 labels et sous-labels :
- Abzolut (label de Koen Groeneveld)
- Barong Family (label de Yellow Claw) (devenu indépendant depuis)
- Confidence Recordings (sous-label)
- Congo Records (sous-label)
- Controversia (label d'Alok)
- Dharma Worldwide (label de KSHMR)
- Doorn Records (label de Sander Van Doorn)
- Fly Eye Records (label de Calvin Harris)
- Heldeep Records (label d'Oliver Heldens)
- HEXAGON (label de Don Diablo)
- Housequake Recording (sous-label)
- Liquid Recording (sous-label)
- Maxximize Records (label de Blasterjaxx)
- Heartfeldt Records (label de Sam Feldt)
- Musical Freedom (label de Tiësto, filiale de PIAS et de Ultra Music de 2009 à 2013 puis de PM:AM Recordings et de Spinnin' depuis 2013)
- OXYGEN Records (sous-label)
- Rebel Yard (label de The Partysquad)
- Reset Records (sous-label pour les artistes orientés vers la trance, le label a été en activité de 2009 à 2012, mais le label est de retour en 2016)
- SOURCE Records (sous-label)
- Spinnin' Copyright Free Music (sous-label pour les morceaux libres de droit)
- Spinnin' Deep (sous-label pour les artistes orientés vers la deep house et la future house)
- Spinnin' Premium (sous-label concernant des morceaux à télécharger gratuitement à durée limitée (14 jours) via Spinnin' Records)
- Spinnin' Talent Pool (sous-label organisant un concours pour les jeunes talents : une chanson est nommée "Talent Pool" chaque semaine dans le podcast Spinnin' Sessions[9])
- Spinnin' Remixes (sous label pour les morceaux remixés)
- Spinnin' Records Asia (sous label pour les artistes asiatiques)
- SPRS (sous-label pour les chansons soigneusement sélectionnées concernant le genre de house en général)
- Tone Diary Recording (sous-label)
- Trap City (chaine YouTube créée en 2012 par Gabriel Isik et Idmon Yildiz orienté vers la trap, devenue partenaire de Spinnin' depuis 2017[10])
- Work Records (sous-label, filiale de Rhythm Import Records de 1996 à 2007 puis de Spinnin' depuis 2012)

## Artistes
Liste non exhaustive de producteurs, artistes et disc jockey appartenant et ayant appartenu à Spinnin’ Records et ayant un article sur Wikipédia :
- 4 Strings
- A-Trak
- Afrojack
- Alesso
- Alok
- Alpharock
- Alvaro
- Arty
- Audien
- Avicii
- Axwell
- Bassjackers
- Basto
- Bingo Players
- Blasterjaxx
- Bob Sinclar
- Bobby Burns
- Bolier
- Borgeous
- Borgore
- Breathe Carolina
- Candyland (en)
- Carnage
- Carta
- Cash Cash
- Cédric Gervais
- Chocolate Puma
- Curbi
- Daddy's Groove
- Danny Avila
- Danny Howard
- Darude
- David Solano
- Deepend (en)
- Deniz Koyu
- Deorro
- Digitalism
- Dimitri Vangelis & Wyman
- Dimitri Vegas & Like Mike
- Dirty South
- DJ Snake
- Don Diablo
- Dr. Kucho! (en)
- Dropgun
- DubVision
- Duke Dumont
- DVBBS
- EDX
- Eelke Kleijn
- Eric Prydz
- Far East Movement
- Fedde le Grand
- Felguk
- Ferry Corsten
- Firebeatz
- Florian Picasso
- Fox Stevenson
- Futuristic Polar Bears
- Gregor Salto
- Glowinthedark
- Hard Rock Sofa
- Hardwell
- Headhunterz
- Hook N Sling
- Ian Carey
- Inpetto
- Jay Hardway
- John Dahlbäck
- Jordy Dazz
- Judge Jules
- Julian Jordan
- Justin Prime (en)
- Kaskade
- Klingande
- KSHMR
- KURA
- Kurd Maverick
- Laidback Luke
- Bolier
- Lucas & Steve
- Lush & Simon
- Marco V
- Marcus Schossow
- Mathieu Koss
- MaRLo (en)
- Martin Garrix
- Martin Solveig
- Mat Zo
- Max Vangeli
- Mercer
- Merk & Kremont
- Mesto (en)
- Michael Brun
- Michael Calfan
- Mightyfools
- Mike Hawkins
- Mike Mago
- Mike Williams (en)
- Moby
- Moguai
- MOTi
- Mr. Belt & Wezol
- Nadia Ali
- Nervo
- New World Sound
- Norman Doray (en)
- Oliver Heldens
- Para One
- Paris & Simo
- Pegboard Nerds
- Pep & Rash
- Peter Gelderblom (en)
- Project 46
- Promise Land
- Quintino
- R3hab
- Ralvero
- Raven & Kreyn (en)
- Richard Beynon (en) (Bynon)
- Ron van den Beuken (en)
- Rune RK (en)
- Sam Feldt
- Sander Kleinenberg
- Sander van Doorn
- Sandro Silva
- Sick Individuals
- Sidney Samson
- Sied van Riel (en)
- Sigma
- Sikdope
- Shermanology
- Showtek
- Starkillers
- Steve Angello
- Sunnery James & Ryan Marciano
- Suyano
- Tchami
- Thomas Gold (DJ)
- Thomas Newson
- Tiësto
- Tim Mason
- Timmy Trumpet
- Tony Junior
- Tom Swoon
- Tommy Trash
- Tujamo
- Tritonal (groupe)
- TV Noise
- Twoloud
- Umek
- Ummet Ozcan
- Univz
- Vicetone
- Yves V
- VINAI
- Vini Vici
- Vintage Culture (en)
- W&W
- Watermät
- We Are Loud
- Will Sparks
- Yellow Claw
- Zedd